# Фудбалска репрезентација Југославије 1921.
Фудбалска репрезентација Југославије је 1921. године одиграла је само једну пријатељску утакмицу против репрезентације Чехословачке у Прагу. У овој години играло је шест дебитаната,

## Резултати
| #  | Датум     | Противник    | Резултат  | Стрелци                                                                                                 | Стадион, Место | Глед.  | Судија                   | Састав | Врста | Извор          |
| -- | --------- | ------------ | --------- | --- | -------------- | ------ | ------------------------ | --- | ----- | -------------- |
| 3. | 2.09.1921 | Чехословачка | 1:6 (0:1) | 0:1 Ваник 27', 0;2Ваник 47', 0:3 Јанда 53', 0:4 Ваник 71', 1:4 Зинаја 72', 1:5 Јанда 78', 1:6 Ваник 86' | Летна Праг     | 10.000 | Волф Симон Бос Холандија | Врђука (Гра. 3/0), Кујунџић (Бач. 1/0), Шифер (Гра. 3/0), Пашкван (ХАШК1/0), Дубравчић (Кон. 3/1), Рупец (Гра. 3/0), Кинерт (Гра. 1/0), Б. Зинаја (ХАШК 1/1), Першка (Гра. 3/0) Марцикић (Бач. 1/0), Бабић (Гра. 1/0) Селектор:др Вељко Угринић (3) | ПУ    | [ мртва веза ] |

### Биланс репрезентације у 1921 год
| Година | Одиграла | Победила | Нерешено | Изгубила | Голова дала | Голова примила | Гол-разлика |
| ------ | -------- | -------- | -------- | -------- | ----------- | -------------- | ----------- |
| 1921   | 1        | 0        | 0        | 1        | 1           | 6              | -5          |

### Укупан биланс репрезентације 1920 — 1921 год
| Година | Одиграла | Победила | Нерешено | Изгубила | Голова дала | Голова примила | Гол-разлика |
| ------ | -------- | -------- | -------- | -------- | ----------- | -------------- | ----------- |
| 1920   | 2        | 0        | 0        | 2        | 2           | 11             | -9          |
| 1921   | 1        | 0        | 0        | 1        | 1           | 6              | -5          |
| Укупно | 3        | 0        | 0        | 3        | 3           | 17             | -14         |

### Играли 1921
| ред. бр | Име              | Клуб       | Играо 1921. | Укупно играо | Голови 1921 | Укупно голова |
| ------- | ---------------- | ---------- | ----------- | ------------ | ----------- | ------------- |
| 1.      | Драгутин Врђука  | Грађански  | 1           | 3            | 0           | 0             |
| 2.      | Јарослав Шифер   | Грађански  | 1           | 3            | 0           | 0             |
| 3.      | Рудолф Рупец     | Грађански  | 1           | 3            | 0           | 0             |
| 4.      | Емил Першка      | Грађански  | 1           | 3            | 0           | 0             |
| 5.      | Артур Дубравчић  | Конкордија | 1           | 3            | 0           | 1             |
| 6.      | Хуго Кинерт      | Грађански  | 1           | 1            | 0           | 0             |
| 7.      | Андрија Кујунџић | Бачка      | 1           | 1            | 0           | 0             |
| 8.      | Бранко Зинаја    | ХАШК       | 1           | 1            | 1           | 1             |
| 9.      | Данијел Пашкван  | ХАШК       | 1           | 1            | 0           | 0             |
| 10.     | Ремија Марцикић  | Бачка      | 1           | 1            | 0           | 0             |
| 11.     | Драгутин Бабић   | Грађански  | 1           | 1            | 0           | 0             |

### Листа стрелаца 1921
| Пласман | Име       | Клуб | Играо 1921. | Укупно играо | Голови 1921 | Укупно голова |
| ------- | --------- | ---- | ----------- | ------------ | ----------- | ------------- |
| 1       | Б. Зинаја | ХАШК | 1           | 1            | 1           | 1             |

### Укупна листа стрелаца 1920 — 1921 год
| Пласман | Име             | Клуб           | Играо 1921. | Укупно играо | Голови 1921 | Укупно голова |
| ------- | --------------- | -------------- | ----------- | ------------ | ----------- | ------------- |
| 1       | Артур Дубравчић | Конкордија     | 1           | 3            | 0           | 1             |
| 1       | Јован Ружић     | СД Југославија | 0           | 2            | 0           | 1             |
| 1       | Б. Зинаја       | ХАШК           | 1           | 1            | 1           | 1             |